# Sustain
 (novembre 2015).
Si vous disposez d'ouvrages ou d'articles de référence ou si vous connaissez des sites web de qualité traitant du thème abordé ici, merci de compléter l'article en donnant les références utiles à sa vérifiabilité et en les liant à la section « Notes et références ».

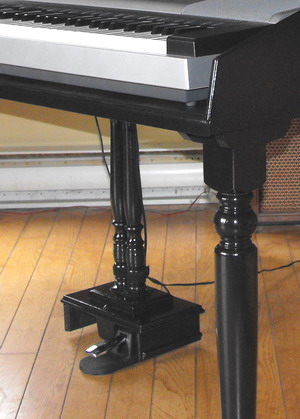
Exemple de Sustain.

En musique — et notamment à la guitare électrique — le sustain (« maintien » en français, traduit par entretien ou parfois maintien, dans le cadre d'une enveloppe sonore) désigne la capacité d'un instrument à maintenir un son dans le temps après avoir été joué.

## Guitare électrique

### Sustain naturel
Le sustain est une caractéristique intrinsèque de l'instrument et dépend de nombreux paramètres, dont la qualité de la lutherie et certains choix et compromis de fabrication. Il a l'avantage d'être une caractéristique facile à évaluer lors du choix d'un instrument, contrairement à d'autres comme l'attaque ou le touché qui nécessitent généralement un peu plus d’expérience.

### Sustain artificiel
Il existe différentes méthodes pour augmenter artificiellement le sustain. À l’exception du trémolo, ces méthodes nécessitent toutes une amplification ou un traitement du signal. Elles sont donc propres à la guitare électrique.

#### Le feedback
Le feedback ou effet Larsen consiste à placer la guitare devant un haut-parleur qui retransmet le son de la guitare à un volume suffisamment élevé, de manière que la corde entre en résonance avec les vibrations de l'air ou le champ magnétique du haut-parleur et entretienne ainsi sa propre vibration. Cet effet permet d'obtenir un sustain potentiellement infini, mais n'est pas réalisable à bas volume.
Il s'agit d'un effet très prisé par Jimi Hendrix notamment.

#### Le compresseur
Le compresseur permet de réduire la dynamique du signal d'entrée en l'amplifiant lorsque celui-ci est plus faible qu'un certain seuil et en l'atténuant lorsqu'il est plus fort. Cela permet de maintenir la note un certain temps avant son extinction brutale à la place d'une décroissance plus régulière.

#### La saturation
La saturation apparait lorsque le volume d'entrée devient trop fort pour un circuit électronique (par exemple un amplificateur). Si l'on continue à augmenter le volume du signal d'entrée, le circuit ne sera pas capable d'augmenter le volume du signal de sortie en proportion. À la place, il va saturer en rajoutant de nouvelles fréquences au signal.
Si l'on joue une note en son saturé, le volume du signal de sortie restera donc relativement constant pendant un certain temps tandis que le son sera de moins en moins saturé, puis va décroitre proportionnellement au signal d'entrée dès que celui-ci sera suffisamment faible pour ne plus produire de saturation.

#### Le sustainer
Le sustainer se place dans l'une des cavités pour micro de la guitare. Il récupère et amplifie le signal recueilli par un des micro restant, puis produit un champ magnétique de même fréquence afin que la corde entre en résonance. Il permet un sustain potentiellement infini.
Cet effet est beaucoup utilisé par Steve Vai notamment.

#### L'e-bow
L'e-bow (littéralement "archet électronique") fonctionne sur le même principe qu'un sustainer, mis à part qu'il se tient à la main.

#### Le trémolo
Le trémolo n'augmente pas le sustain, mais il permet d'obtenir une impression relativement similaire à un sustain infini. Il s'agit de rejouer la note très rapidement de manière à donner l'impression qu'il s'agit d'une seule et même note continue, avec simplement un petit effet de « vibration » en plus.
Des morceaux comme Misirlou de Dick Dale ou le Recuerdos de la Alhambra de Francisco Tárrega sont des exemples célèbres de l'utilisation de cet effet.

## Autres instruments

### Instruments à archets
Les instruments à archets ont un sustain potentiellement infini. Il est cependant limité par la longueur de l'archet obligeant à produire une interruption lorsque le musicien arrive en bout de course.

### Instruments à vent
Les instruments à vent actionnés par la respiration permettent un sustain infini grâce à la technique du souffle continu. Si cette technique n'est pas maitrisée, le musicien peut tout de même tenir un volume constant un certain moment avant d'être obligé là aussi d’interrompre le son.
L'orgue permet un sustain infini.

### Instruments à cordes pincées, frappées et percussions
Comme pour la guitare, le sustain n'est pas infini et est une caractéristique propre à chaque instrument. Ils peuvent cependant utiliser des effets de trémolo ou de roulement si nécessaire.

### Synthétiseurs
Voir enveloppe sonore.